# Faljonki
Faljonki (russisch Фалёнки) ist eine Siedlung städtischen Typs in der Oblast Kirow in Russland mit 5256 Einwohnern (Stand 14. Oktober 2010).

## Geographie
Der Ort liegt knapp 120 km Luftlinie ostsüdöstlich des Oblastverwaltungszentrums Kirow, etwa 5 km vom linken Ufer der Tschepza und gut 10 km von der Grenze zur Republik Udmurtien entfernt.
Faljonki ist Verwaltungszentrum des Rajons Faljonski sowie Sitz der Stadtgemeinde Faljonskoje gorodskoje posselenije, zu der außerdem die zwölf umliegenden Dörfer Bobyli, Demaki, Jarowyje, Jussowo, Moschni, Nikolajewo, Nisewo, Rjakinzy, Russkaja Sada, Sitniki, Soldari und Wesselki, die Siedlungen Perwomaiski und bei der Bahnstation Knjasi sowie der Abschnitt (utschastok) Tschepezki gehören.

## Geschichte
Der Ort entstand 1898 beim Bau der Eisenbahnstrecke Perm – Wjatka (heute Kirow) – Kotlas, als dort eine Station errichtet wurde, um die eine Siedlung wuchs. Benannt wurde sie nach einem gut einen Kilometer nordwestlich gelegenen, spätestens um die Wende zum 18. Jahrhundert entstandenen und heute eingemeindeten Dorf, gehörig zum Ujesd Slobodskoi des Gouvernements Wjatka.
1918 wurde Faljonki Verwaltungssitz einer Wolost, aus der am 10. Juni 1929 ein gleichnamiger Rajon hervorging. 1957 erhielt der Ort den Status einer Siedlung städtischen Typs.

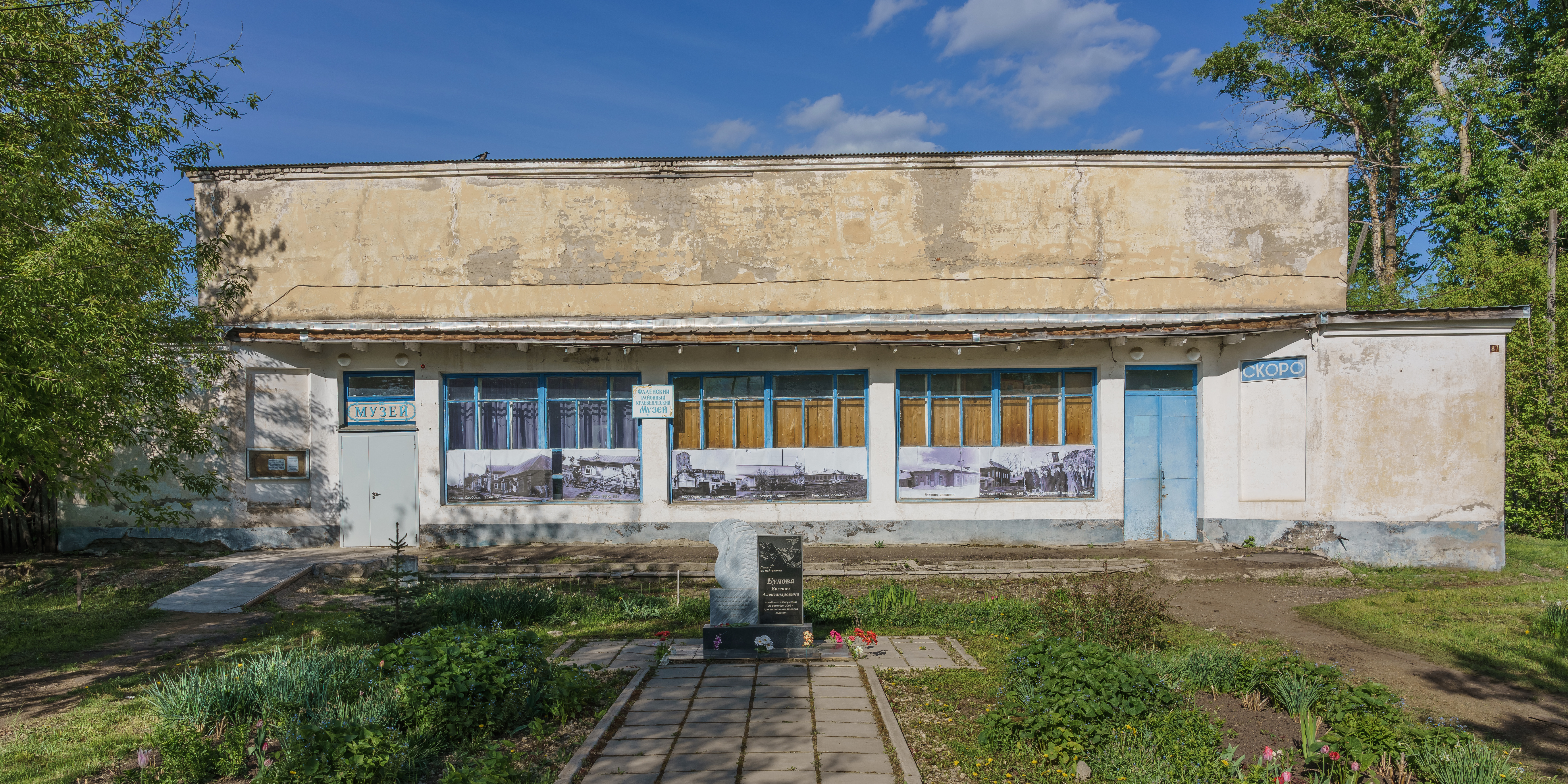
Heimatmuseum im ehemaligen Kinotheater
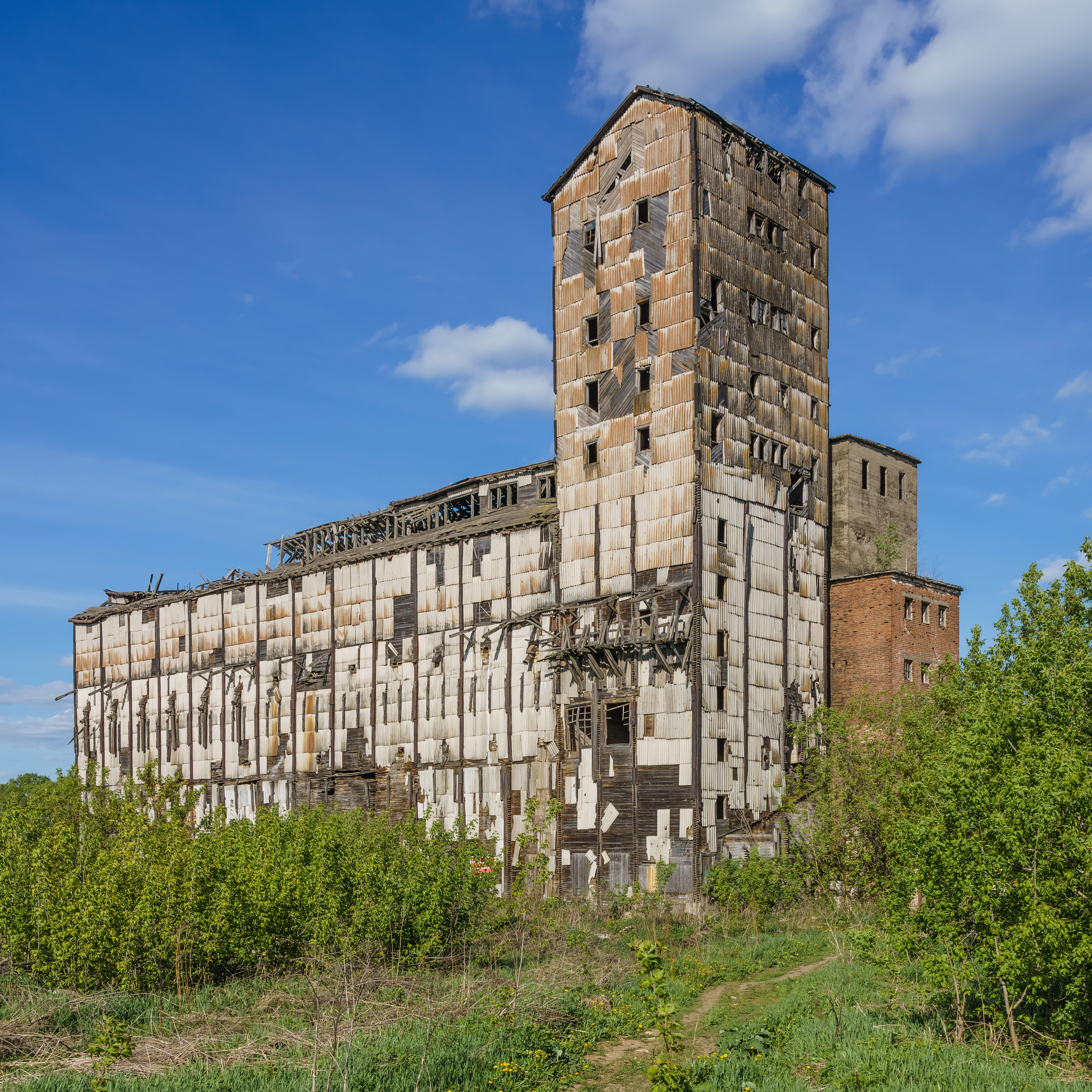
Getreidespeicher der Brotfabrik (außer Betrieb)
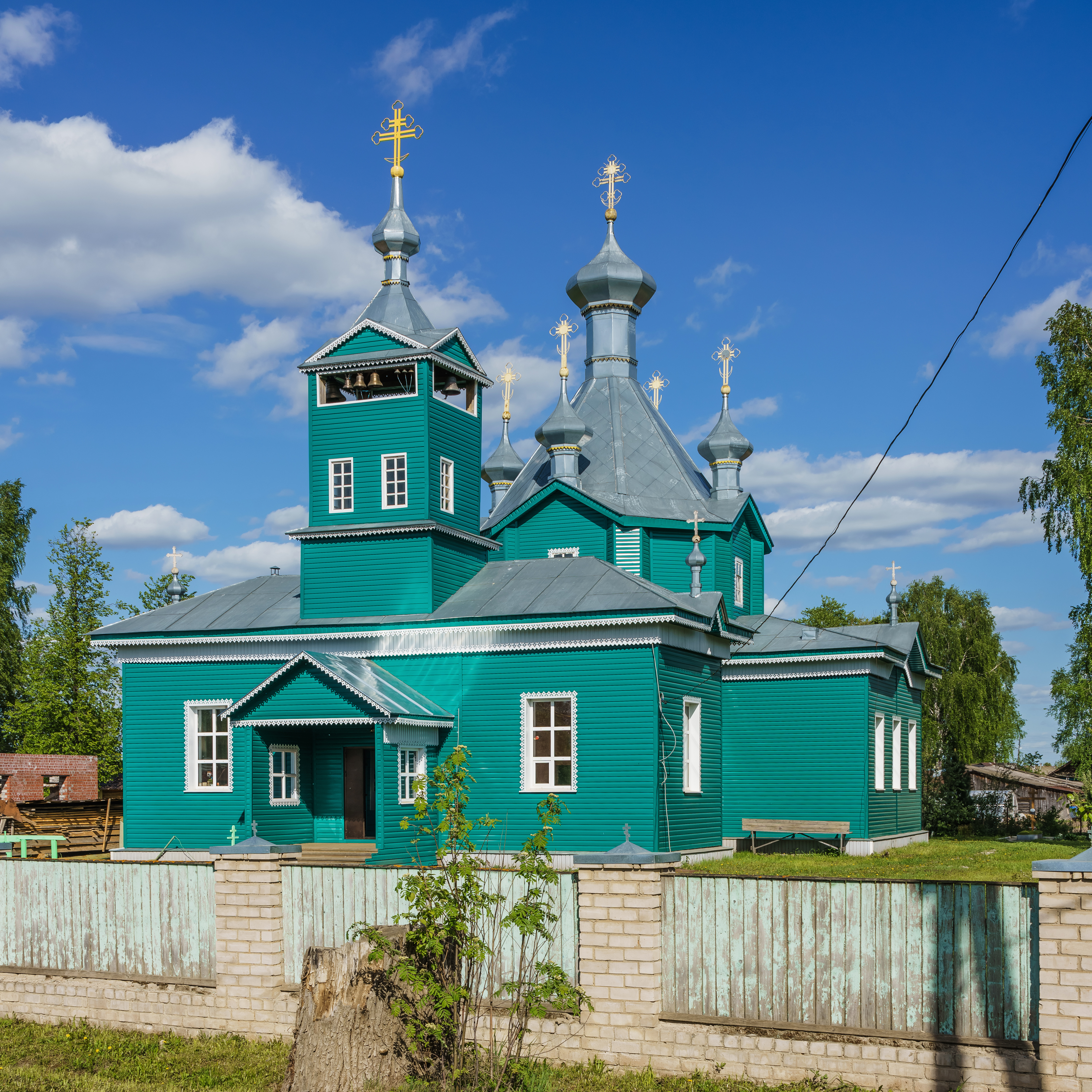
Holzkirche St. Georg

### Bevölkerungsentwicklung
| Jahr | Einwohner |
| ---- | --------- |
| 1939 | 3491      |
| 1959 | 5782      |
| 1970 | 6506      |
| 1979 | 6723      |
| 1989 | 6810      |
| 2002 | 5990      |
| 2010 | 5256      |

Anmerkung: Volkszählungsdaten

## Verkehr
Faljonki besitzt einen Bahnhof bei Kilometer 1092 der auf diesem Abschnitt 1899 eröffneten und seit 1964 elektrifizierten Hauptstrecke der Transsibirischen Eisenbahn. Durch die Siedlung verläuft die Regionalstraße 33R-013, die ab Kirow vorwiegend der Bahnstrecke folgt, nördlich von Faljonki die Tschepza überquert, die Grenze zu Udmurtien erreicht und dort weiter in Richtung Glasow führt.

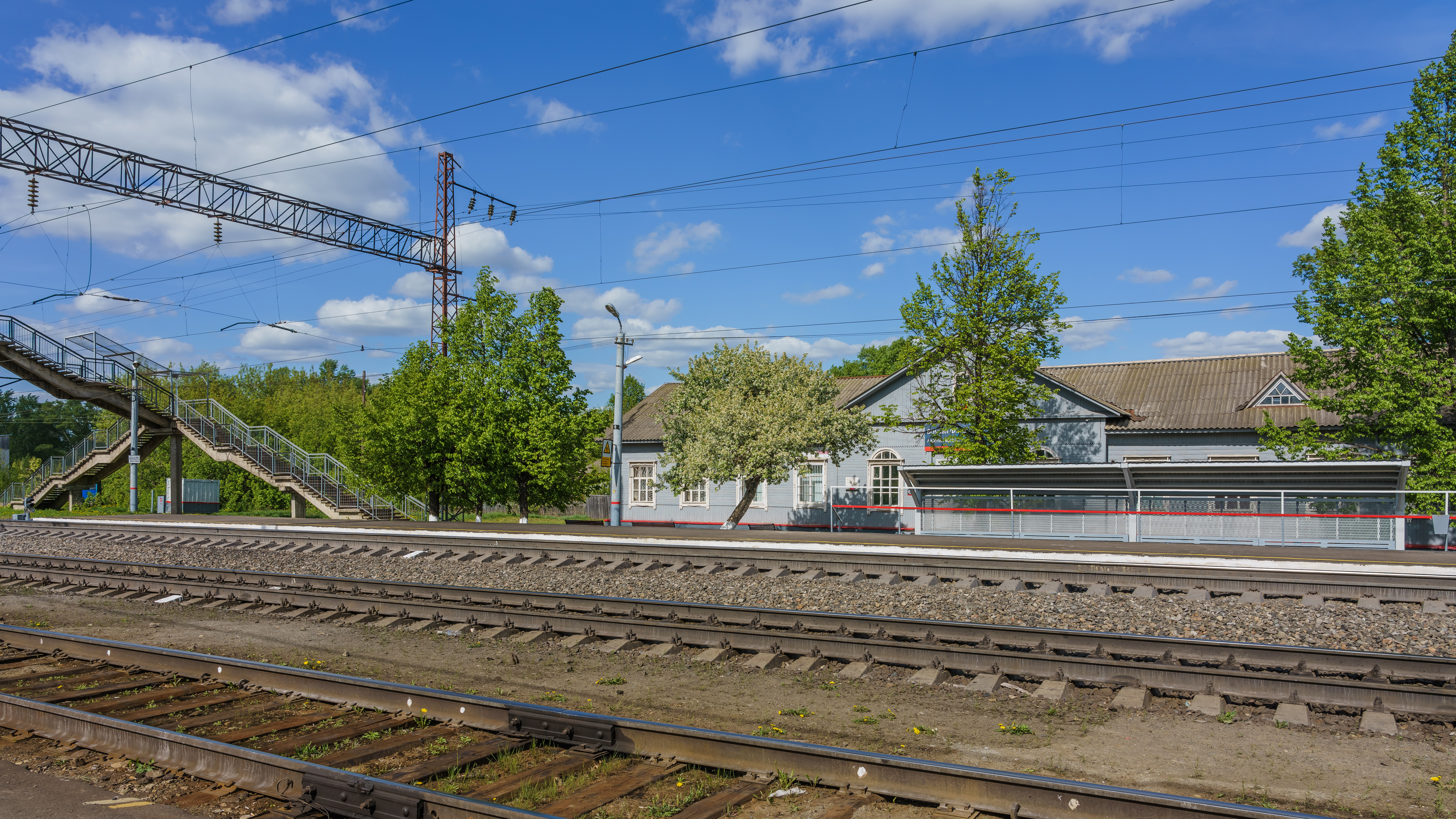
Bahnhof Faljonki: Gleise und Bahnsteig
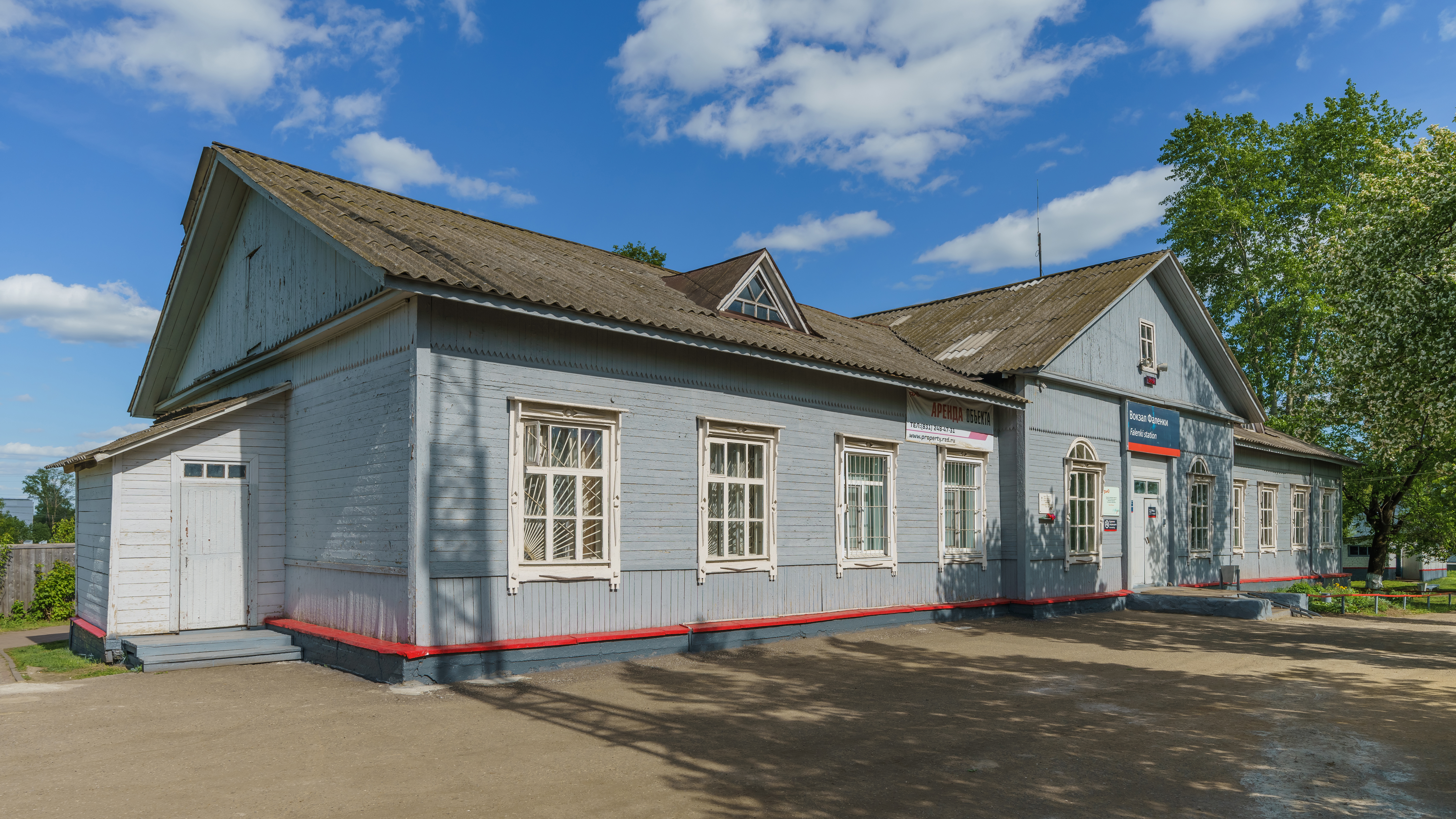
Bahnhofsgebäude